# Luo Zhongli
Pour les articles homonymes, voir Zhongli.
Luo Zhongli est un peintre de compositions animées, réaliste-socialiste chinois du XXe siècle, né en 1948 dans le Sichuan.

## Biographie
Diplômé de l'Académie des Beaux-Arts du Sichuan en 1981, il y enseigne la peinture à l'huile avant de partir pour l'Europe. De 1984 à 1986, il fréquente l'Académie Royale des Beaux-Arts d'Danvers. Il participe à des expositions nationales et internationales où il remporte de nombreuses distinctions.

Il est considéré comme le peintre réaliste chinois, dont les thèmes et le style correspondent aux directives de la propagande officielle.

## Musées
- Pékin (Musée National):
  - Père.